# Lethe delila
Lethe delila är en fjärilsart som beskrevs av Otto Staudinger 1896. Lethe delila ingår i släktet Lethe och familjen praktfjärilar. Inga underarter finns listade i Catalogue of Life.